# Liste der Kulturdenkmäler in Nothweiler
In der Liste der Kulturdenkmäler in Nothweiler sind alle Kulturdenkmäler der rheinland-pfälzischen Ortsgemeinde Nothweiler aufgeführt. Grundlage ist die Denkmalliste des Landes Rheinland-Pfalz (Stand: 31. August 2023).

## Denkmalzonen
| Bezeichnung                  | Lage                   | Baujahr | Beschreibung | Bild                           |
| ---------------------------- | ---------------------- | ------- | --- | ------------------------------ |
| Denkmalzone St.-Anna-Stollen | östlich des Ortes Lage | 1838    | ehemalige Eisenerzgrube, seit dem 15. oder 16. Jahrhundert Erzabbau am Ort, von 1838 bis 1883 durch Gienanth im St.-Anna-Stollen, mit Sturz- und Wetterschacht, Zisterne; an den Stollenmundlöchern jetzt die Rittersteine Nr. 9 und 10, um 1910; bauliche Gesamtanlage | weitere Bilder Fotos hochladen |

## Einzeldenkmäler
| Bezeichnung         | Lage                                                                                                  | Baujahr                            | Beschreibung                                                                                             | Bild                           |
| ------------------- | --- | ---------------------------------- | --- | ------------------------------ |
| Quereinhaus         | Graf-Zeppelin-Straße 1 Lage                                                                           | 18. Jahrhundert                    | stattliches Fachwerk-Quereinhaus, 18. Jahrhundert                                                        | BW                             |
| Wohnhaus            | Hauptstraße 6 Lage                                                                                    | 1802                               | eingeschossiges Fachwerkhaus, bezeichnet 1802                                                            | Fotos hochladen                |
| Wohnhaus            | Hauptstraße 8 Lage                                                                                    | um 1800                            | Fachwerkhaus, teilweise massiv, um 1800                                                                  | Fotos hochladen                |
| Wohnhaus            | Hauptstraße 10 Lage                                                                                   | 1737                               | Fachwerkhaus, teilweise massiv, bezeichnet 1737                                                          | Fotos hochladen                |
| Brunnen             | Hauptstraße, gegenüber Nr. 10 Lage                                                                    | 1890                               | Laufbrunnen, bezeichnet 1890                                                                             | Fotos hochladen                |
| Wohnhaus            | Hauptstraße 11 Lage                                                                                   | 18. oder 19. Jahrhundert           | eingeschossiges Fachwerkhaus, teilweise verkleidet, 18. oder 19. Jahrhundert                             | Fotos hochladen                |
| Wohnhaus            | Hauptstraße 22 Lage                                                                                   | 1720                               | eingeschossiges Fachwerkhaus, teilweise verkleidet, bezeichnet 1720; Anlage mit Scheune und Nebengebäude | Fotos hochladen                |
| Wohnhaus            | Hauptstraße 26 Lage                                                                                   | 18. Jahrhundert                    | eingeschossiges Fachwerkhaus, teilweise verkleidet, 18. Jahrhundert                                      | Fotos hochladen                |
| Wohnhaus            | Hauptstraße 30 Lage                                                                                   | frühes 19. Jahrhundert             | eingeschossiges Fachwerkhaus, teilweise massiv, frühes 19. Jahrhundert                                   | Fotos hochladen                |
| Schulhaus           | Hauptstraße 32 Lage                                                                                   | um 1910/20                         | ehemalige Schule (?); villenartiger Walmdachbau, Reformarchitektur, um 1910/20                           | Fotos hochladen                |
| Evangelische Kirche | Kirchplatz 1 Lage                                                                                     | 18. Jahrhundert                    | Saalbau, wohl aus dem 18. Jahrhundert, neuromanischer Turm, 1840/41                                      | weitere Bilder Fotos hochladen |
| Quereinhaus         | Lembacher Straße 3 Lage                                                                               | 18. Jahrhundert                    | Fachwerk-Quereinhaus, teilweise massiv, 18. Jahrhundert                                                  | Fotos hochladen                |
| Wohnhaus            | Lembacher Straße 6 Lage                                                                               | 18. Jahrhundert                    | Fachwerkhaus, 18. Jahrhundert                                                                            | BW                             |
| Wohnhaus            | Lembacher Straße 8 Lage                                                                               |                                    | Fachwerkhaus                                                                                             | Fotos hochladen                |
| Wohnhaus            | Lembacher Straße 12 Lage                                                                              | um 1800                            | Unterstallhaus, Fachwerk, um 1800                                                                        | Fotos hochladen                |
| Brunnen             | Villenstraße, bei Nr. 2 Lage                                                                          | zweite Hälfte des 19. Jahrhunderts | gusseiserner Laufbrunnen, zweite Hälfte des 19. Jahrhunderts                                             | Fotos hochladen                |
| Ritterstein Nr. 9   | südöstlich der Haarnadelkurve des Weges im hinteren Dackental, am Mundloch des St.-Anna-Stollens Lage | Anfang des 20. Jahrhunderts        | Naturstein, Inschrift „Glückauf L. v. G. 1838“                                                           | Fotos hochladen                |
| Ritterstein Nr. 10  | östlich des Fahrwegs am Südosthang des Kolbenberges Lage                                              | Anfang des 20. Jahrhunderts        | Sandstein, Inschrift „Glückauf L. v. G. 1838“                                                            | Fotos hochladen                |